# Šabići (Velika Kladuša)
Pour les articles homonymes, voir Šabići.
Šabići (en cyrillique : Шабићи) est un village de Bosnie-Herzégovine. Il est situé dans la municipalité de Velika Kladuša, dans le canton d'Una-Sana et dans la fédération de Bosnie-et-Herzégovine. Selon les premiers résultats du recensement bosnien de 2013, il compte 996 habitants.

## Histoire
La mosquée de Šabići, avec sa cour intérieure (en bosnien : harem) abritant 70 nişans (stèles ottomanes), est inscrite sur la liste des monuments nationaux de Bosnie-Herzégovine.

## Démographie

### Évolution historique de la population dans la localité
| 1948 | 1953 | 1961 | 1971 | 1981  | 1991  | 2013 |
| ---- | ---- | ---- | ---- | ----- | ----- | ---- |
| -    | -    | 559  | 692  | 1 087 | 1 234 | 996  |

|  |